# 法伊扎·達爾卡尼
法伊扎·達爾卡尼（英語：Faiza Darkhani，1992年2月19日—）是阿富汗的環保主義者、性別平權運動人士及教育家。 2021年獲BBC評選為該年度的巾幗百名，上榜的的女性皆為這個世界帶來許多啟發及影響。 達爾卡尼是阿富汗國內少數研究氣候變遷的學者，並擔任巴达赫尚省的環境保護局長。
她先就讀Badakhshan University，而後在马来西亚博特拉大学取得景觀設計碩士學位。她的研究主要聚焦在城市景觀的永續管理及城市農業及糧食安全。

## 外部連結
- 法伊扎·達爾卡尼在ResearchGate上发表的出版物